# توزیع رسته‌ای
در تئوری احتمال و آمار، توزیع رسته‌بندی (به انگلیسی: Categorical distribution) (که توزیع برنولی تعمیم‌یافته یا توزیع چندنولی نیز نامیده می‌شود) یک توزیع احتمال گسسته است که نتایج احتمالی یک متغیر تصادفی را که می‌تواند یکی از K رسته‌های ممکن را به خود بگیرد، با احتمال توصیف می‌کند. از هر رسته به‌طور جداگانه مشخص شده است. هیچ ترتیب ذاتی برای این نتایج وجود ندارد، اما برچسب‌های عددی اغلب برای سهولت در توصیف توزیع، پیوست می‌شوند (مثلاً ۱ تا K). توزیع رسته‌بندی بعدی K عمومی‌ترین توزیع بر روی یک رویداد K -way است. هر توزیع گسسته دیگری در فضای نمونه با اندازه K یک مورد خاص است. پارامترهایی که احتمال‌های هر یک از نتایج ممکن را مشخص می‌کنند تنها به این دلیل محدود می‌شوند که هر یک باید در محدوده ۰ تا ۱ باشد و مجموع همهٔ آنها باید برابر با ۱ باشد.
توزیع دسته‌ای تعمیم توزیع برنولی برای یک متغیر تصادفی رسته‌ای است، یعنی برای یک متغیر گسسته با بیش از دو نتیجه ممکن، مانند رول یک تاس. از سوی دیگر، توزیع رسته‌ای یک مورد خاص از توزیع چندجمله‌ای است، زیرا احتمال نتایج بالقوه یک طرح منفرد را به جای ترسیم‌های متعدد نشان می‌دهد.